# Acordo de Bona
Oficialmente, o Acordo sobre Regimes Provisórios no Afeganistão Aguardando o Restabelecimento de Instituições Permanentes do Governo, o Acordo de Bona foi a primeira série de acordos destinados a re-criar o Estado do Afeganistão após a invasão dos Estados Unidos, em resposta aos atentados terroristas de 11 de setembro de 2001, uma invasão que terminou a longa guerra civil afegã.